# Mimonectidae
Mimonectidae är en familj av kräftdjur. Mimonectidae ingår i överfamiljen Scinoidea, ordningen märlkräftor, klassen storkräftor, fylumet leddjur och riket djur. Enligt Catalogue of Life omfattar familjen Mimonectidae 5 arter. 
Kladogram enligt Catalogue of Life:
| Mimonectidae | \| \| Mimonectes \| \| \| \| \| \| Pseudomimonectes \| \| \| \| |
|              | \| \| Mimonectes \| \| \| \| \| \| Pseudomimonectes \| \| \| \| |
|              | Archaeoscinidae                                                 |
|              |                                                                 |
|              | Proscinidae                                                     |
|              |                                                                 |
|              | Scinidae                                                        |
|              |                                                                 |
|              | Mimonectes                                                      |
|              |                                                                 |
|              | Pseudomimonectes                                                |
|              |                                                                 |

|  | Mimonectes       |
|  |                  |
|  | Pseudomimonectes |
|  |                  |